# Mário de Noronha
Mário López da Vasa César Alves de Noronha (ur. 15 stycznia 1885 w Lizbonie, zm. 9 lipca 1973 tamże) – portugalski szpadzista, brązowy medalista olimpijski.
Na igrzyskach olimpijskich w Paryżu w 1924 roku był czwarty w turnieju drużynowym. W zawodach indywidualnych odpadł w półfinałach. Na rozgrywanych cztery lata później igrzyskach olimpijskich w Amsterdamie Portugalczycy w składzie: Paulo d’Eça Leal, Frederico Paredes, Mário de Noronha, Jorge de Paiva, João Sassetti i Henrique da Silveira zdobyli brązowy medal w szpadzie drużynowej. W turnieju indywidualnym tym razem nie startował.
Nie zdobył medalu mistrzostw świata.